# Іншаатчилар (станція метро)
40°23′20″ пн. ш. 49°48′09″ сх. д. / 40.38889° пн. ш. 49.80250° сх. д.
«Іншаатчилар» (азерб. İnşaatçılar) — станція другої лінії Бакинського метрополітену, розташована між станціями «Елмляр Академіяси» і «20 Січня». Під час проходки тунелю на ділянці між станціями «Елмляр Академіяси» — «Іншаатчилар» стався несподіваний і неймовірної потужності прорив води, це було єдиною і найбільшою аварією, що сталася під час будівництва Бакинського метро. Надалі роботи на аварійній ділянці проводилися методом заморожування рідким азотом. У зв'язку цією подією станція отримала назву на честь доблесного героїчної праці будівельників метрополітену.

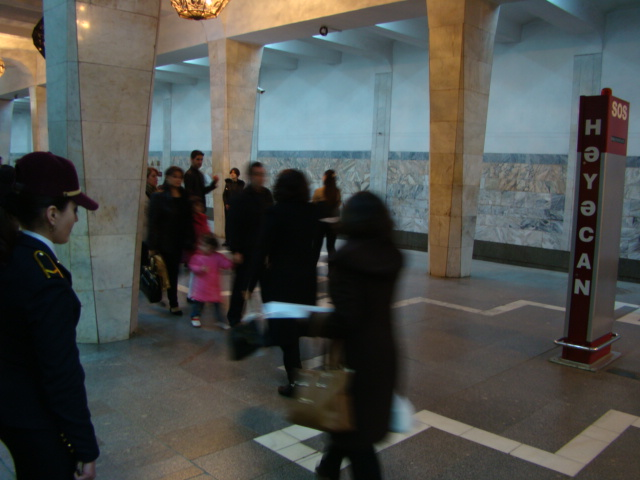

Станція відкрита 31 грудня 1985 року в складі 9-кілометрового пускової ділянки «Елмляр академіяси» — «Мемар Аджемі», що складається з чотирьох станцій, з яких тільки «Елмляр Академіяси» є станцією глибокого закладення.
Вестибюлі —Вихід у місто через наземний вестибюль до будівлі Академії наук республіки Азербайджан, розташований на озі вулиць Гусейна Джавід і Фірудін Агаєва.
Конструкція станції — колонна мілкого закладення